# 東京スキャナー
『東京スキャナー』（とうきょうすきゃなー,TOKYO SCANNER）は、2003年、六本木ヒルズのオープニングイベント「世界都市展」で公開された作品。
ほぼ全編がハイビジョンによる東京の空撮からなる短編映画である。

## 概要
監督はCMディレクターの松宏彰。音楽は蓜島邦明。監修は映画監督の押井守。
上映時間約20分。「世界都市展」では、同じく押井守の監修作品『東京静脈』（野田真外監督）が併映されていた。
「世界都市展」終了後も、六本木ヒルズで行われる展覧会などでコンスタントに公開されている様子。また、六本木ヒルズ内にてDVDが限定販売されている。

## スタッフ
- 監督：松宏彰
- 企画製作：矢部俊男
- 制作：丹青社、デジタルフロンティア
- プロデューサー：大野丈晴、岩城一平
- 監修：押井守
- 撮影：榎田洋美、酒井隆史
- 音楽：蓜島邦明
- 編集：小林哲夫
- 音響：喜多真一
- 音響効果：小野弘典
- CG：椎名政治

## TIPS
糸井重里が『笑っていいとも!』に出演の際、「タモリさん、地図好きですよね」「これ、神の視点で東京を見た映像です」といってタモリに手渡したDVDがこの作品。糸井重里は自身のサイト内においても、この作品を絶賛している。
2006年に放映されたTVドラマ『アンフェア』や、スティーブン・セガール主演映画『イントゥ・ザ・サン』などにも本作品の空撮映像が使用されている。

## 受賞
- 平成15年度文化庁メディア芸術祭アート部門 審査員推薦作品。
- 2004年 One Show Interactiveブロンズ受賞。
- サンパウロ短編映画祭招待上映。